# Ronde van Spanje 2007/Negentiende etappe
De negentiende etappe van de Ronde van Spanje 2007 vond plaats op 21 september 2007 en voerde van het vestingstadje Ávila naar de Alto de Abantos, een berg in de regio Madrid. De etappe was 133 kilometer lang. Onderweg waren er twee tussensprints en zes beklimmingen; drie van de derde, een van de tweede en twee van de eerste categorie. Zowel de Alto de Abantos (eerste categorie) als de Alto de Robledondo (derde categorie) werden twee keer beklommen in deze etappe.

## Verslag

### Tussensprints
- Eerste tussensprint in Las Navas del Marqués, na 35 km: Marco Marzano
- Tweede tussensprint in San Lorenzo de El Escorial, na 70 km: Stéphane Augé

### Beklimmingen
- Puerto de Valdavia (3e), na 16 km: Franco Pellizotti
- Alto Hoyo de la Guija (2e), na 47 km: José Luis Arrieta
- Alto de Robledondo (3e), na 57 km: Ángel Vallejo
- Alto de Abantos (1e), na 83 km: Alessandro Vanotti
- Alto de Robledondo (3e), na 107 km: José Luis Rubiera
- Alto de Abantos (1e), na 133 km: Samuel Sánchez

### Opgaves
- Stijn Devolder
- Andrea Tonti

## Uitslag
| rang | renner            | land      | ploeg             | tijd      |
| ---- | ----------------- | --------- | ----------------- | --------- |
| 1    | Samuel Sánchez    | Spanje    | Euskaltel-Euskadi | 3u 37'01" |
| 2    | Daniel Moreno     | Spanje    | Relax-GAM         | z.t.      |
| 3    | Denis Mensjov     | Rusland   | Rabobank          | op 3"     |
| 4    | Carlos Sastre     | Spanje    | Team CSC          | z.t.      |
| 5    | Igor Antón        | Spanje    | Euskaltel-Euskadi | op 14"    |
| 6    | Sylwester Szmyd   | Polen     | Lampre            | op 29"    |
| 7    | Stéphane Goubert  | Frankrijk | Ag2r Prévoyance   | op 41"    |
| 8    | Manuel Beltrán    | Spanje    | Liquigas          | op 49"    |
| 9    | Ezequiel Mosquera | Spanje    | Karpin-Galicia    | op 51"    |
| 10   | David López       | Spanje    | Caisse d'Epargne  | op 59"    |

## Klassementen

### Algemeen klassement
| rang | renner            | land      | ploeg                 | tijd       |
| ---- | ----------------- | --------- | --------------------- | ---------- |
| 1    | Denis Mensjov     | Rusland   | Rabobank              | 77u 59'17" |
| 2    | Carlos Sastre     | Spanje    | Team CSC              | op 3'02"   |
| 3    | Cadel Evans       | Australië | Predictor-Lotto       | op 3'49"   |
| 4    | Samuel Sánchez    | Spanje    | Euskaltel-Euskadi     | op 3'58"   |
| 5    | Ezequiel Mosquera | Spanje    | Karpin-Galicia        | op 5'23"   |
| 6    | Vladimir Jefimkin | Rusland   | Caisse d'Epargne      | op 5'47"   |
| 7    | Vladimir Karpets  | Rusland   | Caisse d'Epargne      | op 7'55"   |
| 8    | Igor Antón        | Spanje    | Euskaltel-Euskadi     | op 7'58"   |
| 9    | Manuel Beltrán    | Spanje    | Liquigas              | op 8'27"   |
| 10   | Carlos Barredo    | Spanje    | Quick·Step-Innergetic | op 10'08"  |

### Puntenklassement
| rang | renner              | land    | ploeg           | punten |
| ---- | ------------------- | ------- | --------------- | ------ |
| 1    | Daniele Bennati     | Italië  | Lampre-Fondital | 118    |
| 2    | Denis Mensjov       | Rusland | Rabobank        | 115    |
| 2    | Alessandro Petacchi | Italië  | Team Milram     | 106    |

### Bergklassement
| rang | renner            | land    | ploeg             | punten |
| ---- | ----------------- | ------- | ----------------- | ------ |
| 1    | Denis Mensjov     | Rusland | Rabobank          | 90     |
| 2    | Jurgen Van Goolen | België  | Discovery Channel | 78     |
| 3    | Carlos Sastre     | Spanje  | Team CSC          | 69     |

### Combinatieklassement
| rang | renner         | land    | ploeg             | punten |
| ---- | -------------- | ------- | ----------------- | ------ |
| 1    | Denis Mensjov  | Rusland | Rabobank          | 4      |
| 2    | Samuel Sánchez | Spanje  | Euskaltel-Euskadi | 13     |
| 3    | Carlos Sastre  | Spanje  | Team CSC          | 14     |

### Ploegenklassement
| rang | ploeg             | land      | tijd        |
| ---- | ----------------- | --------- | ----------- |
| 1    | Caisse d'Epargne  | Spanje    | 233u 53'37" |
| 2    | Euskaltel-Euskadi | Spanje    | op 13'13"   |
| 3    | Ag2r Prévoyance   | Frankrijk | op 29'34"   |

1e etappe ·
2e etappe ·
3e etappe ·
4e etappe ·
5e etappe ·
6e etappe ·
7e etappe ·
8e etappe ·
9e etappe ·
10e etappe ·
11e etappe ·
12e etappe ·
13e etappe ·
14e etappe ·
15e etappe ·
16e etappe ·
17e etappe ·
18e etappe ·
19e etappe ·
20e etappe ·
21e etappe

Startlijst · Eindstanden · Afbeeldingen